# Asvatama

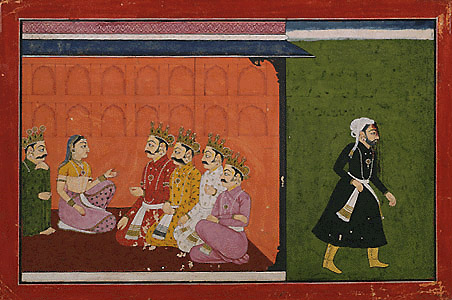
Asvatama (à direita) sai após ser perdoado por Draupadi e os Pandavas, miniatura Pahari do século XVIII

Asvatama (sânscrito: अश्वत्थामा, IAST: Aśvatthāmā), também conhecido como Drauni, é um personagem do épico clássico hindu, o Mahabharata. No épico, ele é filho de Drona e Kripi/Krupi, amigo de Duryodhana, o mais velho dos Kauravas. Ele foi treinado na guerra junto com os Kauravas e os Pandavas por seu pai, Drona. Ele também é descrito como um Maharathi que lutou ao lado dos Kauravas contra os Pandavas na Guerra de Kurukshetra e foi amaldiçoado por Krishna com a imortalidade por sua tentativa de matar o filho ainda não nascido de Uttarā. Asvatama adquiriu conhecimento de várias armas divinas, nomeadamente Narayanastra, Brahmastra, Brahmashirastra e muitas outras.

## Etimologia
De acordo com o Mahabharata, Asvatama significa "a voz sagrada que se relaciona com a de um cavalo". Ele tem esse nome porque se acredita que quando nasceu ele gritou como um cavalo.
Alguns de seus outros nomes são: -
- Dronaputra (द्रोणपुत्र) - Filho de Dronacharya

- Guruputra (गुरुपुत्र) - Filho do Guru Drona

- KripiKumara (कृपिकुमार) - Filho de Kripi

- "Madriputra" "Madreya" - Filho de Madri

- Acharyaputra (आचार्यपुत्र) - Filho de Acharya (Dronacharya)

## Nascimento e vida antes da guerra
O imortal Asvatama era filho de Drona e Kripi. Ele nasceu em uma caverna em uma floresta (no atual Templo Tapkeshwar Mahadev, Dehradun, Uttarakhand). Drona realizou muitos anos de penitência severa para agradar Shiva a fim de obter um filho que possuísse a mesma coragem de Shiva.
Ele nasceu com uma joia divina na testa que lhe deu poder sobre todos os seres vivos inferiores aos humanos; também o protegeu da fome, sede, fadiga, velhice, doenças, armas e divindades. A joia o tornou quase invencível e imortal. Embora fosse um especialista em guerra, Drona viveu uma vida simples, com pouco dinheiro ou propriedades. Como resultado, Asvatama teve uma infância difícil, com sua família nem mesmo tendo condições de comprar leite. Querendo proporcionar uma vida melhor para sua família, Drona foi ao Reino Panchala em busca de ajuda de seu ex-colega e amigo, Drupada, que havia prometido a Drona que quando ele se tornasse rei, compartilharia metade de seu reino com ele. Porém, Drupada repreende a amizade, alegando que um rei e um mendigo não podem ser amigos, humilhando Drona.
Após este incidente e vendo a situação de Drona, Kripa convida Drona para Hastinapura. Assim, Drona se torna o guru tanto dos pandavas quanto dos kauravas. Asvatama também foi treinado na arte da guerra junto com eles. Asvatama se torna um especialista em guerra, aprendendo vários segredos e armas divinas.
Durante seu tempo com os príncipes, Duryodhana observa o gosto de Asvatama por cavalos e lhe presenteia com um cavalo bem-educado. Em troca, Duryodhana ganha a lealdade pessoal de Asvatama para si mesmo e, por extensão, para os Kauravas, além da lealdade de Drona para com Hastinapura.
Quando Drona pede a seus discípulos que lhe dêem seu dakṣiṇā; solicitando a captura de Drupada, enquanto os Kauravas falham, os Pandavas derrotam Drupada e o apresentam diante de Drona. Drona toma a metade norte do reino de Drupada e coroa Asvatama como seu rei, com capital em Ahichchhatra.

## Papel na guerra de Kurukshetra
Quando Hastinapura oferece a Drona o privilégio de ensinar os kauravas, tanto Drona quanto Asvatama tornam-se leais a Hastinapura e lutam ao lado dos kauravas na guerra de Kurukshetra.
No 14º dia de guerra, ele mata uma divisão de Rakshasas, incluindo Anjanaparvan (o poderoso filho de Ghatotkacha), e derrota Ghatotkacha também, mas não conseguiu conter suas ilusões. Ele também se opõe várias vezes a Arjuna, tentando impedi-lo de chegar a Jayadratha, mas é derrotado e foge do campo de batalha. No entanto, durante todo o processo de proteção de Jayadratha, Asvatama, em um determinado momento, salva com sucesso a armadura celestial divina e a vida de Duryodhana usando sua flecha Sarvastra e destruindo a poderosa flecha Manavastra lançada por um furioso Arjuna em direção a Duryodhana.

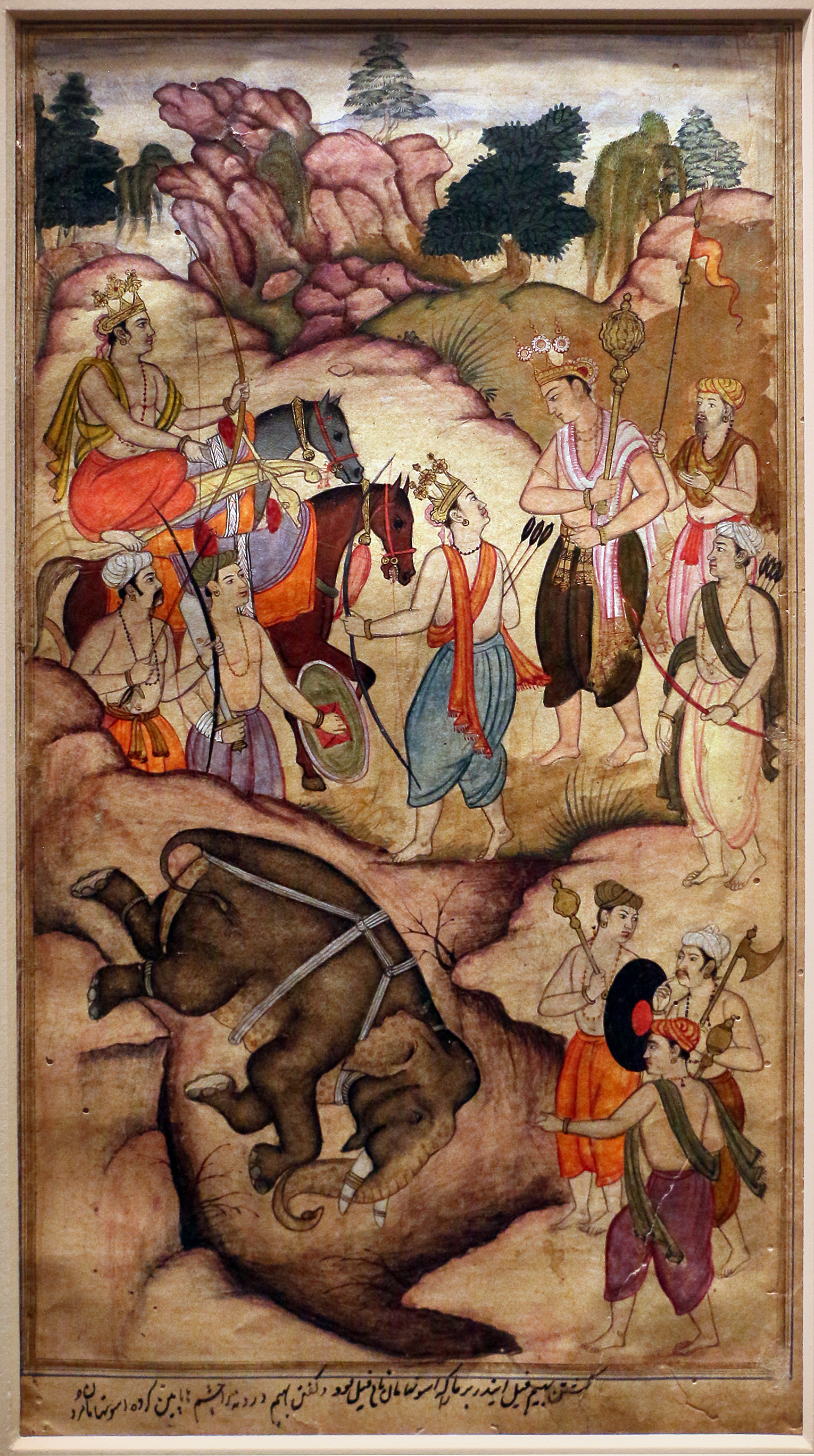
Bhima mata um elefante chamado Asvatama. Fólio do Razmnama.

No 10º dia de guerra, após a queda de Bhishma, Drona se torna o comandante supremo dos exércitos. Ele promete a Duryodhana que capturará Yudhishthira, mas ele falha repetidamente em fazê-lo. Duryodhana o provoca e insulta, o que irrita muito Asvatama, causando uma rixa entre Asvatama e Duryodhana. Krishna sabia que não era possível derrotar um Drona armado. Então, Krishna sugere a Yudhishthira e aos outros Pandavas que se Drona fosse convencido de que seu filho foi morto no campo de batalha, sua dor o deixaria vulnerável a ataques.
Krishna traça um plano para Bhima matar um elefante chamado Asvatama enquanto afirma a Drona que foi o filho de Drona quem foi morto. No final das contas, a estratégia funciona (embora seus detalhes variem dependendo da versão do Mahabharata), e Dhrishtadyumna decapita o sábio enlutado.
Depois de saber da maneira enganosa como seu pai foi morto, Asvatama fica cheio de ira e invoca o Narayanastra contra os Pandavas.
Quando a arma é invocada, ventos violentos começam a soprar, o som do trovão ecoa e uma flecha aparece para cada soldado Pandava. Sabendo que o astra ignora pessoas desarmadas, Krishna instrui todas as tropas a abandonarem suas carruagens e se desarmarem. Depois de desarmar seus soldados (incluindo Bhima com alguma dificuldade), o astra passa inofensivo. Quando instado por Duryodhana a usar a arma novamente, desejoso de vitória, Asvatama diz que se a arma fosse usada novamente, ela se voltaria contra seu usuário.
Em algumas versões da história, como a compilação Neelakantha Chaturdhara, o Narayanastra destrói um Akshauhini do braço pandava. Porém, após o uso de Narayanastra, ocorre uma terrível guerra entre os dois exércitos. Vendo seu Narayanastra falhar em matar os pandavas, Asvatama invoca o Agneyastra e o lança contra todos os inimigos visíveis e invisíveis. A arma logo domina e envolve Arjuna com várias flechas flamejantes e cria estragos no exército pandava. Ao testemunhar essa visão e perceber a gravidade da situação, Arjuna usa seu Varunastra para subjugar os efeitos do Agneyastra, mas então destrói completamente outro Akshauhini do exército pandava, ao qual apenas Arjuna e Krishna conseguem sobreviver. Isso choca Asvatama quando ele sai do campo de batalha confuso e em dúvida sobre seu conhecimento e habilidades. Mais tarde, Asvatama derrota Dhrishtadyumna em combate direto, mas não consegue matá-lo enquanto Satyaki e Bhima cobrem sua retirada, no processo se engajando em uma batalha contra Asvatama. Asvatama derrota ambos os guerreiros e os faz recuar do campo de batalha também.
Ao usar um arco comum, mas poderoso, Asvatama dispara milhões de flechas de cada vez, o que resulta na estupefação do próprio Arjuna. Asvatama novamente tenta dominar Arjuna, mas finalmente Arjuna o derrota perfurando seu corpo com várias flechas que o deixam inconsciente e seu cocheiro leva Asvatama para longe de Arjuna. O rei Malayadhvaja do Reino Pandya, um dos guerreiros mais poderosos dos Pandavas, luta contra Asvatama. Depois de um longo duelo de tiro com arco entre eles, Asvatama deixa Malayadhvaja desarmado e tem a oportunidade de matá-lo no local, mas o poupa temporariamente para mais lutas. Malayadhvaja então avança contra Asvatama em um elefante e lança uma lança poderosa, que destrói o diadema deste último. Ashwathama decapita Malaydhavaja, corta seus braços e também mata seis seguidores de Malayadhvaja. Vendo isso, todos os grandes guerreiros do exército kaurava aplaudem Asvatama por seu ato.
Após a terrível morte de Dushasana, Asvatama sugere que Duryodhana faça as pazes com os Pandavas, tendo em mente o bem-estar de Hastinapur. Mais tarde, depois que Duryodhana é abatido por Bhima e enfrenta a morte, os últimos três sobreviventes do lado Kaurava, Asvatama, Kripa e Kritvarma, correm para seu lado. Asvatama jura trazer vingança a Duryodhana, e Duryodhana o nomeia comandante-chefe depois que Shalya foi morto no início do dia.
Junto com Kripa e Kritavarma, Asvatama planeja atacar o acampamento Pandava à noite. Quando Asvatama chega lá, ele encontra Shiva em uma forma fantasma terrível guardando o acampamento Pandavas. Não o reconhecendo, Asvatama destemidamente começa a atacar o fantasma aterrorizante com todas as suas armas poderosas, mas não consegue infligir nem um único dano a ele, após o que Asvatama começa a meditar em Shiva enquanto está sentado dentro de uma fogueira, o que finalmente o impressiona, após o que Shiva aparece em sua verdadeira forma na frente de Asvatama e lhe oferece uma espada divina. Então o próprio Shiva entra no corpo de Asvatama, tornando-o completamente imparável.
Depois que Asvatama entra no acampamento, ele primeiro chuta e acorda Dhrishtadyumna, o comandante do exército pandava e o assassino de seu pai. Asvatama espanca e estrangula Dhrishtadyumna, meio acordado, enquanto o príncipe implora para morrer com uma espada na mão, sufocando-o até a morte. Asvatama prossegue massacrando os guerreiros restantes, incluindo Shikhandi, Uttamaujas, Yudhamanyu, Upapandavas (pensando que fossem pandavas) e muitos outros guerreiros proeminentes do exército Pandava. Mesmo que muitos guerreiros tentem revidar, Asvatama permanece ileso devido às suas habilidades ativadas como um dos onze Rudras. Aqueles que tentam fugir da ira de Asvatama são abatidos por Kripa e Kritavarma nas entradas do acampamento.
Após o massacre, os três guerreiros vão em busca de Duryodhana. Depois de contar a ele a morte de todos os Panchalas, eles anunciam que os Pandavas não existem mais. Duryodhana não acredita nele e exige-lhe a cabeça de Bhima, após a qual ele lhe dá a cabeça do filho de Bhima. Duryodhana, furioso, dá um soco nele, que se quebra, confirmando-lhe que não era a cabeça de Bhima. Ele repreendeu Aswatthama por sua tolice e chorou de tristeza por ter exterminado os últimos herdeiros de seu clã. Com isso, Duryodhana dá seu último suspiro, mas não antes de avisar Aswatthama que Arjuna certamente viria para sua queda, e na manhã seguinte, os três membros restantes do exército Kaurava realizam as cremações dos mortos.

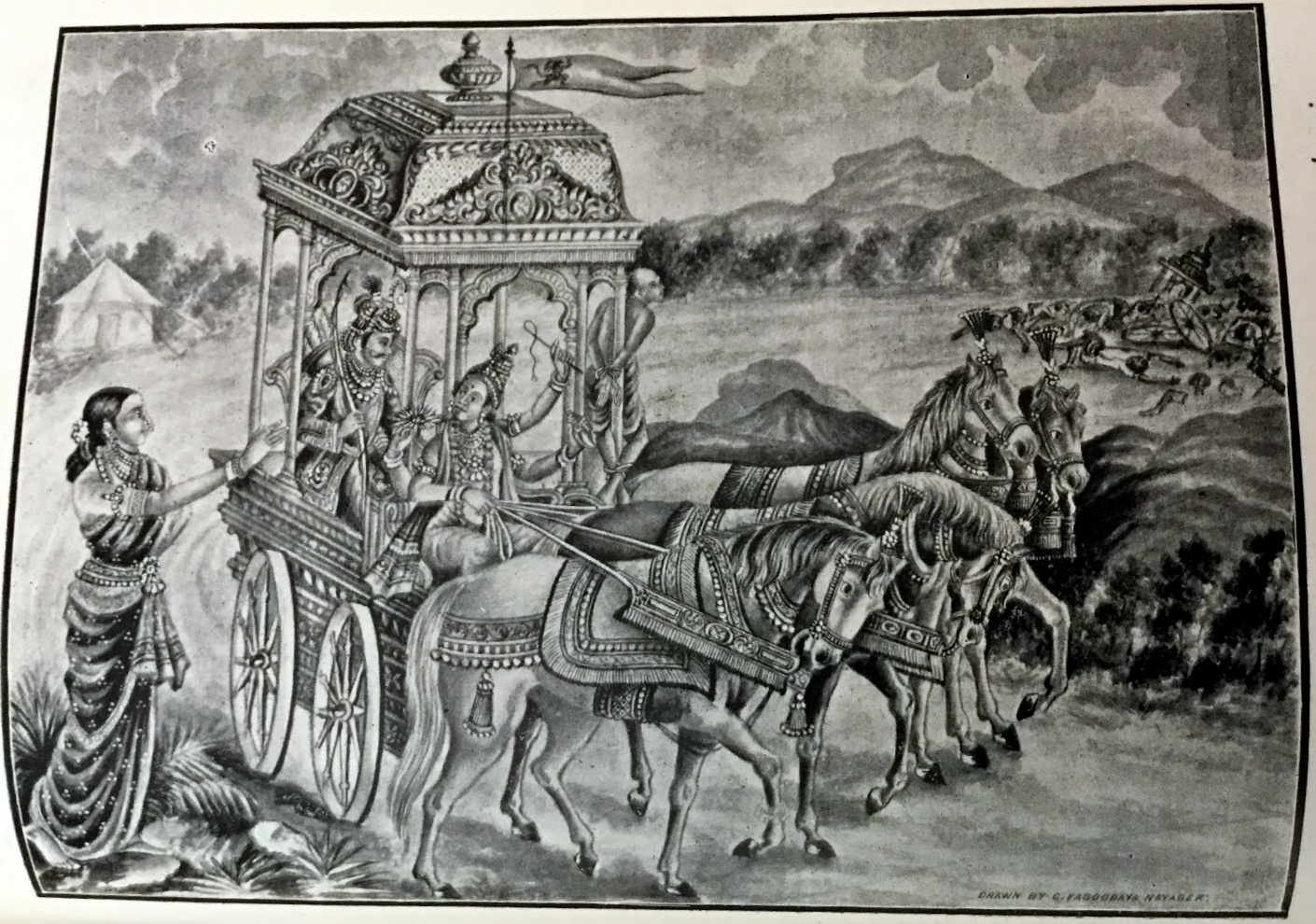
Ashwattama é preso e levado para Draupadi por Arjuna.

Os Pandavas e Krishna, que estiveram ausentes durante a noite, agora retornam ao seu acampamento. Ao ouvir a notícia desses eventos, Yudhishthira desmaia e os pandavas ficam inconsoláveis. Bhima corre com raiva para matar o filho de Drona. Eles o encontram no ashram do sábio Vyasa, perto da margem do Ganges.
O agora acionado Asvatama ao avistar os pandavas ainda vivos invoca o Brahmashirastra contra os Pandavas a partir de uma pequena folha de grama para cumprir o juramento de matá-los. Krishna diz a Arjuna para disparar seu próprio Brahmashirastra como uma arma anti-arma contra Asvatama para se defenderem. Vyasa intervém e evita que as armas destrutivas se choquem. Ele pede a Arjuna e Asvatama que retirem suas armas. Arjuna, sabendo como fazer isso, retira o que disse.
Asvatama, porém, sem saber como (Drona não o ensinou como recuperá-la porque sabia que não era paciente e capaz como Arjuna e certamente a usaria em seu próprio benefício, então reduziu sua capacidade de usar esta arma para apenas uma vez, ensinando-o apenas a invocar) redireciona o Brahmastra para o ventre da grávida Uttara na tentativa de acabar com a linhagem dos pandavas.
Krishna salva o feto de Uttara dos efeitos do Bramhshirastra, a pedido de Draupadi, Subhadra e Sudeshna. Asvatama foi então obrigado a entregar a gema em sua testa e amaldiçoado por Krishna de que vagaria pelas florestas por 3.000 anos com sangue e pus escorrendo de seus ferimentos e sem ninguém com quem conversar. Aswatthama então foi para a floresta para nunca mais ser visto.

## Linhagem
Uma teoria é proposta pelos historiadores R. Sathianathaier e D. C. Sircar, com endossos de Hermann Kulke, Dietmar Rothermund e Burton Stein. Sircar ressalta que as lendas familiares dos Palavas falam de um ancestral descendente de Asvatama e de sua união com uma princesa Naga. Foi o filho nascido desta união que teria dado início a esta dinastia. Esta afirmação encontra apoio no fato de que Kanchipuram era onde os Pallavas habitariam, e anteriormente fazia parte do Reino Naga.
Outra corroboração é que o gotra da família Pālave Maratha é Bharadwaja (avô de Asvatama), o mesmo que os Palavas atribuíram a si mesmos em seus registros.
Há um santuário para Asvatama no famoso templo Ananthapadmanabhaswamy de Thiruvananthapuram.

## Literatura
O Sapta Chiranjivi Stotram é um mantra apresentado na literatura hindu:
अश्वत्थामा बलिर्व्यासो हनुमांश्च विभीषण:।
कृप: परशुरामश्च सप्तैतै चिरञ्जीविन:॥
सप्तैतान् संस्मरेन्नित्यं मार्कण्डेयमथाष्टमम्।
जीवेद्वर्षशतं सोपि सर्वव्याधिविवर्जितः॥

aśvatthāmā balirvyāsō hanumāṁśca vibhīṣaṇaḥ।
kṛpaḥ paraśurāmaśca saptaitai cirañjīvinaḥ॥
saptaitān saṁsmarēnnityaṁ mārkaṇḍēyamathāṣṭamam।
jīvēdvarṣaśataṁ sopi sarvavyādhivivarjitaḥ॥

O mantra afirma que a lembrança dos oito imortais (Asvatama, Mahabali, Vyasa, Hanuman, Vibhishana, Kripa, Parashurama e Markandeya) oferece liberdade de doenças e longevidade.